# Население на Мартиника
Населението на Мартиника през юли 2006 година е 436 131 души.

## Възрастов състав
(2006)
- под 15 години: 22,1 % (мъжe 48 988 / жени 47 525)
- 15-64 години: 67,3 % (мъже 147 082 / жени 146 470)
- над 64 години: 10,6 % (мъжe 20 791 / жени 25 275)

## Расов състав
- 90 % – черни и цветнокожи
- 5 % – бели
- 5 % – други

## Език
Официален език в Мартиника е френският.